# إد بون
إد بون (بالإنجليزية:Ed Boon)، من مواليد 22 فبراير 1964، وهو منتج لعبة فيديو ومخرج وممثل أمريكي، عمل مخرجاً لسلسلة ألعاب مورتال كومبات لمدة 15 عاماً مع شركة ميدواي.

## المواقع الخارجية
- إد بون على موقع IMDb (الإنجليزية)
- إد بون على موقع قاعدة بيانات الفيلم (الإنجليزية)

- قالب:Moby developer
- إد بون في قاعدة بيانات الأفلام على الإنترنت